# Museo de Orozko
El Museo Etnográfico de Orozko o Museo de  Orozko es un museo situado en la casa palacio Legorburu.

## Descripción
El Museo Orozko es un edificio de tres plantas y cada piso aborda una temática diferente:
- Primera planta: Patrimonio histórico del Valle de Orozko.
- Segundo piso: Estilo de vida tradicional en el valle.
- Tercer piso: Habitantes de las tierras altas de Gorbeia.[1]